# جيم هوبر (صحفي)
جيم هوبر (بالإنجليزية: Jim Huber)‏ هو صحفي ومعلق رياضي أمريكي، ولد في 28 أغسطس 1944، وتوفي في 2 يناير 2012.